# Мазеду
Мазеду (порт. Mazedo)  —  район (фрегезия) в Португалии,  входит в округ Виана-ду-Каштелу. Является составной частью муниципалитета  Монсан. По старому административному делению входил в провинцию Минью. Входит в экономико-статистический  субрегион Минью-Лима, который входит в Северный регион. Население составляет 1.859 человек на 2011 год. Занимает площадь 7,35 км².

## Население
| Население района по годам | Население района по годам | Население района по годам | Население района по годам | Население района по годам | Население района по годам | Население района по годам | Население района по годам | Население района по годам | Население района по годам | Население района по годам | Население района по годам | Население района по годам | Население района по годам | Население района по годам |
| ------------------------- | ------------------------- | ------------------------- | ------------------------- | ------------------------- | ------------------------- | ------------------------- | ------------------------- | ------------------------- | ------------------------- | ------------------------- | ------------------------- | ------------------------- | ------------------------- | ------------------------- |
| 1864                      | 1878                      | 1890                      | 1900                      | 1911                      | 1920                      | 1930                      | 1940                      | 1950                      | 1960                      | 1970                      | 1981                      | 1991                      | 2001                      | 2011                      |
| 1 380                     | 1 531                     | 1 756                     | 1 792                     | 1 764                     | 1 831                     | 1 720                     | 2 037                     | 2 094                     | 2 178                     | 1 800                     | 2 340                     | 1 388                     | 1 428                     | 1 859                     |